# يوم عراعر
يوم عراعر؛ هي أحد أيام العرب قبل بعثة النبي محمد وقد كانت مواجهة بين بنو عبس وبنو عبدالله ضد بني كلب وذبيان.

## الموقع
حدث يوم عراعر في شمال إقليم اليمامة - منطقة القصيم حاليًا- وفقًا لموسوعة المملكة العربية السعودية الصادرة من مكتبة الملك عبدالعزيز.

## في الشعر
ذَكر عنترة بن شداد يوم عراعر في قصيدة شعرية قال فيها: